# 西川幾雄
西川幾雄（1940年9月11日—）是日本的聲優。愛媛縣出身。所屬Production baobab。
代表作有「複製人卡辛」的（卡辛/東鐵也）、「忍者亂太郎」的（豬名寺平之助（亂太郎的父親））、「七武士」的（義作爺爺）、「L.A.七個律師」的（李蘭·麥肯齊）、「越獄風雲」的（查爾斯·衛斯特摩爾蘭）等等。

## 經歷、人物
- 從英雄到壞老闆，還有市井小民等所演的角色非常廣泛，在年輕時有演「紅三四郎」、「複製人卡辛」的樣子、並演出纖細並且強壯的英雄，但是近年來演出的都是以沉穩的老人居多。
- 現在的興趣是東京都大田區南六鄉的水門街商店街，經營章魚燒。這個電視2008年8月2日播映的電視台節目「出沒！廣告街的天國」時被介紹，他本人在工作站的招待演出者，流動攤位的章魚燒。

## 演出作品
出粗體字是主角，為主要角色

### 電視動畫
- 蜜餡公主（聖誕老人（第12話）、德古拉伯爵（第36話））
- 一發貫太君（電視播報員）
- 犬夜叉（老爺爺）
- 宇宙戰艦大和號2（梅瑟）
- 飛輪少年（可羅爺爺）
- NG騎士檸檬汽水&40（骨骨穗）
- 我的太太是魔法少女（李魯姆的長老）
- 男人與笨蛋甲子園（結城翼）
- 早安！史潘克（老師）
- 小魔女Doremi（第4部）（章魚燒老爺爺）
- 綠野仙蹤（蒙奇金）
- 科學忍者隊（路克殿下）※第19話
- 蒼藍流星（李布雷）
- 萬花筒之星（腹語術師）※第11話
- 巨人之星（三島）
- 銀河漂流（克克特尼安的翻譯、歐塔）
- 金田一少年之事件簿（塚原傳造）
- 紅三四郎（紅三四郎）
- 閃靈二人組（山村）
- 青蛙之子戴梅頓（鬚太）※第35話
- 烙印勇士（哥多、大臣）
- 甲蟲王者 森林人民的傳說（戴）※第2・3話
- 元氣五胞胎（立花）
- 哥瓦珀5 前進水壩（技術人員、雷達員）
- 哥爾哥13（黃彊孫）
- 七武士（義作爺爺）
- 鹹蛋超人（南田的助手、乘務員、賈登星人、隊員、特別區的隊員）
- 琉球武士瘋雲錄（和尚）
- 少年盧部（菅生的家庭教師）
- 複製人卡辛（卡辛/東鐵也）
- 秀逗魔導士EVOLUTION-R（村長）
- 英勇無敵號（大蝦魔）※第40話、第45話
- 仰望天空的少女瞳中的世界（長老C）
- 麵包超人（山羊老師、芋頭男爵、吸管蝙蝠）
- 逮捕令（嚴造）
- 時間旅程東德克人（馬林）
- 時間飛船系列
  - 時間飛船（鳥天狗、罪人、月之人A）
  - Yatterman（司機、伊奇塔尼安、生氣青蛙）
  - Rescueman（大貫主管）
  - Firebird（村人、榮叡）
  - Ippatsuman（世古田）
  - 頂人（司儀、紅襯衫）
- 鄰家女孩（醫生）※第70・80話
- 太陽的使者 鐵人28號（羅比）
- 數碼寶貝最前線唐月努梅蒙的長老）
- 原子小金剛（第2部）1980年版（RP3號）※第35話
- 褞袍超人（陰鬼、文太）
- 飛吧！勇美（黒天狗／芹澤鴨之丞）
- 哆啦A夢（校長）
- 飛來戰士穆特金（劫機犯C）※第52話
- 火影忍者（助座）
- 火影忍者疾風傳（深作）
- 忍者亂太郎（豬名寺平之助（亂太郎的父親）、老師B）
- 霸王大系龍騎士（麥爾）
- 花魔法使瑪麗貝爾（長老）
- 哈里斯旋風（夢丸）
- 巴隆1（三崎）
- 完美超人Joe（布朗）
- 保羅的奇蹟大作戰（拍子人類A、青銅騎士、馬戲團小子）
- 火鳥（長老）
- 白色相簿（教授）
- 魔術師歐菲（洛克斯・羅）
- 咕嚕咕嚕魔法陣（黑暗總裁）
- 魔法老師（魔法學校校長）
- 魔法小天使（東加里王國國王（第20話）、老醫生（第33話））
- 坦克王（奧爾加）※第30話
- 無責任艦長（羅伯圖・J・漢納）
- 無敵鋼人戴塔恩3（時間指揮官）※第36話
- 名偵探柯南（關口良夫、區鄉的人、小島權作的秘書、鈴木次郎吉的管家）
- 名偵探福爾摩斯（漁夫）※第14話
- 以柔克剛（羽衣股長）
- 勇者萊汀（猿丸太郎）
- 幽遊白書（空、明石）
- 浪人劍心 明治剣客浪漫譚（才槌）
- 薔薇少女系列
  - 薔薇少女（柴崎元治）
  - 薔薇少女 做夢的樣子（柴崎元治）
- 羅密歐×茱麗葉（巴爾薩澤）
- 世界名作劇場系列
  - 尋母三千里（契薩雷）
  - 湯姆索耶的冒險（吉姆・霍利斯、比利・費雪（第二代））
  - 彼得潘的冒險（黑斗篷C）
  - 悲慘世界 少女珂賽特（老師）
  - 你好 安妮 ～Before Green Gables（老爺爺）
- 我與我 兩個綠蒂（史特羅布爾）
- 霹靂日光號（布拉格技術長官（第二代）、漢斯副隊長）
- Fate/Zero（格倫·麥肯齊）
- 羅賓漢大冒險（吉布森）

2016年
- 龍族拼圖X（丁貝爾）

### OVA
- 奇諾之旅 〜秘藏的話〜（老人）
- 地獄堂靈界通信（地獄堂的老爹）
- 時間飛船王道復古（卡辛）
- TWIN SIGNAL（梅小路星麻呂）
- 鬥神傳Vol.2（霍・法伊）
- 魔物語 親愛的貝蒂（貝蒂的祖奶奶）

### 劇場版動畫
- 電影 忍者亂太郎（豬名寺平之助（亂太郎的父親））
- 機動戰士GUNDAMIII 邂逅宇宙篇（珊馬羅）
- 火影忍者劇場版：大活劇！雪姬忍法帖！！（淺間三太夫）
- 魯邦三世 DEAD OR ALIVE

### 外語配音
- L.A.七個律師（李蘭・麥肯齊（理查·戴薩特））
- Gremlins2 新種誕生（墨瑞・法特曼（狄克·米勒））
- 地球防衛軍泰拉霍克斯（澤洛伊德101號）
- Picket Fences（亨利·波恩（亨利法官）（雷·華爾斯頓））
- 越獄風雲（查爾斯・衛斯特摩爾蘭（繆斯·華生））
- 名偵探白羅（羅倫斯）
- 魔戒首部曲：魔戒現身（咕嚕（安迪·瑟基斯））

### 外語配音（動畫）
- Animaniacs（瓦萊拉瑪）
- 蜘蛛人（禿鷹/亞德里安・圖姆斯）
- 忍者龜（巴克斯特・史東克曼）※NHK衛星第二版
- 蝙蝠俠（譚普爾・休格特/時鐘王）

### 遊戲
- Odin Sphere（史卡爾迪、馬修）
- 股票商人一瞬間（南平老師）
- 傑克×達克斯特 舊世界的遺產（布洛歐拉）
- 勇者劍士 武藏傳（煉金術師伍爾特、波利爺爺、拉克特爺爺）
- ROCKMAN ZERO4（普普拉・柯卡佩特利）

### 特撮
- 超人力霸王系列
  - 超人力霸王傑克（第21話情節劇之男的聲音）
  - 超人力霸王太郎（惡質宇宙人美菲拉斯星人（第二代）的聲音、爛眼星人卡坦星人的聲音、醜惡星人梅杜莎星人的聲音）
- Jumborg Ace（歐尼斯特金的聲音、PAT基地的警報播報員的聲音、最終話的葛洛斯星人的聲音）
- 超人機金屬人（怪獸軍團清鬥士海格洛斯的聲音）

### 電視連續劇
- 對太陽吶喊（第47話的播報員）※做為演員

### 連續劇CD
- Sound Drama Fate/Zero（葛倫・麥肯齊）
- 羅德的紋章漫畫CD（塔歐導師）
- 連續劇CD「仰望半月的夜空 looking up at the half-moon」（多田吉藏）
- 重灌大碟洛克人零‧終極（安德魯）

## 外部連結
- （日語） 事務所公開簡歷